# 1. ruská národní armáda
1. ruská národní armáda byla protisovětské vojenské uskupení, které působilo jako součást wehrmachtu za druhé světové války s celkovým počtem 6 000 až 10 000 lidí. Vznikla jako zpravodajská a průzkumná jednotka, která byla od počátku svázána s německou vojenskou tajnou službou - abwehrem. Jako ucelená bojová jednotka se do bojů s Rudou armádou nikdy nezapojila.

## Vznik útvaru
Historie útvaru začíná po německém útoku na SSSR, kdy v červenci 1941 německé velitelství povolilo vytvoření průzkumného praporu u Skupiny armád Sever. Dne 24. září 1941 byl v rámci této skupiny armád v Pobaltí zformován, jako jedna z prvních ruských dobrovolnických jednotek na východní frontě, Ruský výcvikový prapor a později Divize zvláštního určení R (ruská, německy Lehrbataillon für Feind-Abwehr und Nachrichtendienst). Organizátorem byl bílý emigrant Boris Alexejevič Smyslovskij, který byl agentem abwehru.

## Zvláštní jednotka abwehru
Zvláštní jednotky byly z velké části obsazeny bývalými bělogvardějci z řad emigrace. Jako svoji vlajku používaly předrevoluční ruskou vlajku (bílo-modro-červenou). Vedení útvaru složené z emigrantů přitom otevřeně prohlašovalo, že práce v zájmu Němců je pouze nezbytným opatřením vynuceným válečnou situací a organizované formace jsou považovány za jádro budoucí nezávislé ruské armády.
Od roku 1942 až do konce války působilo jako součást útvaru 12 zpravodajských škol pro špionážní a sabotážní činnost v týlu Rudé armády a pro boj proti partyzánům. Jednotka za frontovými liniemi Rudé armády podnikala záškodnické útoky na vojenská zařízení, pomáhala zásobovat zbraněmi a jiným materiálem protisovětské skupiny v sovětském zázemí.
Výcvikové prapory učily metody provádění průzkumu v sovětském týlu. Zvláštní velitelství udržovalo kontakt s protisovětskými ozbrojenými skupinami v týlu Rudé armády. Velitelství a rezidentury se nacházely na celém území okupovaných částí SSSR a to v Kyjevě, Simferopolu, Černigově, Mogilevu a Pskově.
Divize zvláštního určení ruská (Sonderdivision R) vzniklá v zimě na přelomu let 1942 a 1943 byla maskována jako stavební firma. Její agenti jednali pod krycími legendami zaměstnanců hospodářských, silničních a zásobovacích institucí okupačních úřadů, nebo obchodních cestujících a jinými.
V roce 1943 se útvar přejmenoval na Zelenou armádu zvláštního určení (rusky Зелёная армия особого назначения) a později Zvláštní jednotku R.
S ohledem na množství nezdarů sabotážních akcí byl velitel útvaru Smyslovskij zatčen s podezřením, že je dvojitým agentem, a Zvláštní jednotka R byla rozpuštěna. Po provedení vyšetřování, které trvalo šest měsíců, byla obvinění stažena a činnost útvaru byla obnovena s tím, že aktivity budou omezeny pouze a jen na východní frontu proti SSSR. Průzkumné prapory a jednotky pak byly rozmístěny po celé frontě.

V letech 1944 - 1945 také probíhal výcvik agentů, kteří měli v poválečném období pokračovat v ozbrojeném boji proti sovětské moci. Činnost vyškolených špiónů ve svém díle Souostroví GULAG popisuje Alexander Solženicyn takto:
| „                              | Za šest měsíců je mohli naučit zacházet s padákem, výbušninami a vysílačkou. Ani jim moc nevěřili. Vysazovali je za frontou, aby rozsévali nedůvěru... Nikdy se však nikdo nevrátil přes frontu k Němcům. | “ |
| — Alexandr Isajevič Solženicyn | |   |

## Operace proti sovětským partyzánům
S ohledem na velký rozsah partyzánského hnutí v okupovaných částech SSSR byla v útvaru vyčleněna zvláštní jednotka pro zpravodajskou činnost zaměřenou proti partyzánům - Zvláštní jednotka R. V okupované Varšavě byl prováděn výcvik pod přímým řízením Smyslovského, který cvičil agenty pro získávání informací o rozmístění, struktuře, vedení a plánech sovětských partyzánských oddílů.
V rámci své zpravodajské a operační činnosti útvar vytvářel falešné partyzánské oddíly, které zabíjely civilisty, kradly dobytek a vypalovaly domy. Cílem byla diskreditace partyzánského hnutí, rozkrytí sítě podporovatelů a fyzická likvidace velitelů partyzánských skupin.

## Formování 1. ruské národní armády
4. dubna 1944 byl útvar pod vedením Smyslovského přejmenován na 1. Ruskou národní armádu (RNA) a zařazen pod oddělení generálního štábu Zahraniční armády Východ vedenou Gehlenem. Základem pro vytvoření této formace byl personál zpravodajských škol, stejně jako rekruti ze zajateckých táborů - celkem asi 6 tisíc lidí. Velitelský štáb představovali především bílí emigranti.
Bylo jednáno o zařazení útvaru do ROA, ale v důsledku neshod mezi Vlasovem a velitelem divize Smyslovským nedošlo k dohodě. RNA nikdy nebyla začleněna do ROA a operovala nezávisle.
Dne 23. ledna 1945 bylo kvůli hrozbě přiblížení Rudé armády urychleně evakuováno velitelství divize z Vratislavi do Bad Elsteru.
4. dubna 1945 RNA obdržela status spojenecké armády wehrmachtu. Náčelníkem štábu byl jmenován plukovník S. N. Rjasnanskij, velitelem 1. pluku podplukovník Tarasov-Sobolev a velitelem 2. pluku podplukovník Bobrikov.
18. dubna 1945 zahájila RNA na rozkaz svého velitele ústup na západ před postupující Rudou armádou. V panujícím zmatku na konci války a díky rozrušení německé dopravní sítě se nepodařilo útvar udržet celý pohromadě. Zbývajících 462 vojáků RNA dne 3. května 1945 překročilo hranici Lichtenštejnského knížectví, kde požádali o azyl, který jim byl přiznán. O osudech vojáků, kteří podlehli nabídkám k návratu do SSSR, není nic bližšího známo, ale má se za to, že byli likvidováni.

Solženicyn ve svém díle Soustroví GULAG vzpomíná na své setkání ve vězeňské cele z roku 1945 se členem špionské školy, který byl vlákán zpět do SSSR pod záminkou, že mu bude odpuštěno a zkušenosti z práce pro abwehr uplatní pro sovětskou rozvědku:
| „                              | Odvedli ho z cely a od těch dob, ať jsem se vyptával jak chtěl, nikdo s ním neseděl v Butyrkách a nikdo se s ním nesetkal v průchozích věznicích. I obyčejní vlasovci zmizeli někam beze stop, nejspíš do země, a zbývající dodnes nemají dokumenty, aby mohli odejít ze severských pustin. | “ |
| — Alexandr Isajevič Solženicyn | |   |